# 饮水加氟
饮水加氟是向公共供水中投入一定浓度的氟化物作为预防龋齿的一种措施。龋齿其原因是氟离子可以与牙釉质羟磷灰石进行作用，产生更为难溶、抗酸能力更强的氟磷灰石，从而平衡牙齿硬组织的脱矿化过程，增加牙齿的抗龋能力。然而，食水加氟導致松果體鈣化而受到極大爭議。
一般投入供水中的氟化物是氟硅酸、氟硅酸钠和氟化钠三种化合物之一，这是由其相应的价格、安全性和溶解度所决定的。氟硅酸是从萤石生产磷肥时的副产品，通常是以其23–25％水溶液的形式出售，价格十分便宜。
氟的抗龋功能是在20世纪初，科学家在研究某些居民因饮用含氟较高的天然水质而使龋齿發生几率降低、牙釉质呈棕褐色时发现的。1931年美国学者迪恩（H. T. Dean）在调查美国数千名男女儿童的饮水含氟量、龋病和氟牙症之间关系后，提出饮水含氟量与氟牙症患病率呈正相关，而与龋病患病率呈负相关。而且饮用含氟量高水者并非人人都患氟牙症，故说明在饮水加氟防龋与患上氟牙症之间还有一个可选择的余地。1939年，美国牙科医生科克斯（Cox）提出模拟适氟区饮水含氟量对低氟区饮水人工加氟防龋的设想。1945年，迪恩首先在美国密歇根州大急流城的城市饮水中投入氟化物作为对照试验、以验证他的假设；1950年，迪恩发表对照试验结果，指出饮水加氟确实可以显著降低患龋齿的可能性。因此，1951年美国公共卫生署开始准许向饮水中加氟。此后世界上不少国家和地区也相继采用饮水加氟的措施对缺氟地区进行氟的强化。据估计目前全世界有超过3.5亿人饮用加氟水，其中几乎一半是在美国，有超过1.7亿人，占到美国总人口的61.5％。1994年世界卫生组织专家委员会推荐的饮水中氟含量为0.5–1.0mg/L，但这个数值根据人种、地域、气候和饮食生活习惯的不同而有差异。
饮用水加氟防龋被美国疾病预防控制中心列为20世纪十大公共卫生成就之一，并获得世界卫生组织和其他一些全球和地区性健康和牙科组织的肯定。支持者认为这是有效地减少龋齿的发病率、和最经济的预防龋齿的措施。但对于饮水加氟在学术界仍然有不少反对意见，反对者主要认为过量氟会引起氟牙症、氟骨症，具有氟中毒的潜在危险。这种反对意见在欧洲国家尤其强烈，很多欧洲城市因为居民的反对而选择不在饮水中加氟。2003年的一项研究显示包括法国、德国和英国在内的16个欧洲国家中，绝大多数受调查者对于饮水加氟持反对意见；但相反的是，2009年在澳洲的研究，则显示有70％受调查者是支持加氟、15％反对，而且反对者更倾向于以“未知健康影响”作为他们对饮水加氟的反对原因。2013年4月2日，根據一家專門分析政治動向的美國機構 — 公共政策民調基金會所做的調查顯示，有9%的美國民眾投票認為，政府因為某種陰險的原因（而不僅僅是牙齒健康）而為民眾的飲水加氟。